# Steve Savidan
Steve Savidan (Angers, 29 de junho de 1978) é um ex-futebolista e treinador de futebol francês que atuava como atacante.

## Carreira em clubes
Natural de Angers, Savidan estreou profissionalmente pelo clube homônimo em 1997. Com 47 jogos e 17 gols marcados, chamou a atenção do Châteauroux, que o contratou em 1999. Pelo Berri, atuou em 20 partidas e marcou 3 gols, desempenho suficiente para ser contratado pelo Ajaccio em 2000. Em uma temporada pelo clube da Córsega, Savidan entrou em campo 37 vezes e balançou as redes adversárias em 6 oportunidades.
Voltou ao Angers em 2001, disputando 36 jogos até 2002. Defendeu ainda Beauvais e Angoulême - neste último, alternava os trabalhos de gari e bartender com a carreira de jogador - até 2004, quando assinou com o Valenciennes, que na época disputava a Championnat National, a terceira divisão francesa. Foi um dos líderes da ascensão do clube do norte francês à primeira divisão em 2 anos. O ponto máximo de sua carreira foi quando foi vice-artilheiro da temporada 2006–07, com 13 gols, 2 a menos que o português Pauleta, do Paris Saint-Germain, embora o Valenciennes brigasse contra o rebaixamento. Savidan deixou o clube em 2008, tendo atuado em 145 jogos, com 61 gols marcados. Porém, não deixou a cidade: ele abriu um restaurante batizado K9 ("K" em referência a Karine, esposa do ex-jogador, e 9, o número de sua camisa). Em seguida, foi contratado pelo Caen, que pagou 5 milhões de euros. Marcou 14 gols na temporada 2008-09, embora não tivesse evitado a queda do clube à Ligue 2.

## Aposentadoria prematura
Em julho de 2009, aos 31 anos, Savidan havia assinado com o Monaco para a temporada seguinte. Porém, um problema cardíaco, descoberto após um exame, forçou a prematura aposentadoria do atacante. 

## Carreira de treinador
Entre 2014 e 2017, trabalhou como auxiliar-técnico do SC Beaucouzé (equipe amadora da região de Angers), além de ter comandado o time Sub-16 do Stade Bordelais e a equipe principal do Bassin d'Arcachon. Na temporada 2019–20, Savidan acumulou as funções de treinador do time B do Cholet (ode chegou a disputar uma partida) e auxiliar do time principal.

## Carreira internacional
Pela Seleção Francesa, Savidan jogou apenas uma vez, num amistoso contra o Uruguai, em novembro de 2008. Ele também defendeu a seleção da Bretanha entre 2000 e 2001.

## Títulos
Ligue 22005–06

### Individuais
- Ligue 2: Artilheiro da temporada 2005–06
- Championnat National: Artilheiro da temporada 2004–05